# El Guayabo, Chiapas
El Guayabo är en ort i Mexiko.   Den ligger i kommunen Tonalá och delstaten Chiapas, i den sydöstra delen av landet, 700 km sydost om huvudstaden Mexico City. El Guayabo ligger 12 meter över havet och antalet invånare är 268.
Terrängen runt El Guayabo är platt. Havet är nära El Guayabo västerut. Runt El Guayabo är det ganska glesbefolkat, med 50 invånare per kvadratkilometer. Närmaste större samhälle är Tonalá, 9,8 km nordost om El Guayabo. Omgivningarna runt El Guayabo är en mosaik av jordbruksmark och naturlig växtlighet.